# Skadaharu
Skadaharu är en ö nära Borstö i Nagu,  Finland. Den ligger i Norra Östersjön eller Skärgårdshavet och i kommunerna Pargas och Kimitoön i landskapet Egentliga Finland, i den sydvästra delen av landet. Ön ligger omkring 11 kilometer sydost om Borstö, 47 kilometer söder om Nagu kyrka, 76 kilometer söder om Åbo och omkring 170 kilometer väster om Helsingfors. Närmaste allmänna förbindelse är förbindelsebryggan vid Borstö som trafikeras av M/S Nordep.
Öns area är 2,6 hektar och dess största längd är 290 meter i öst-västlig riktning. Ön höjer sig omkring 5 meter över havsytan.